# Peter Onorati
Peter Onorati (født 16. maj 1953 i New Jersey i USA) er en amerikansk skuespiller. Han er bedst kendt som Florida Bookie i Goodfellas fra (1990), som er manden som bliver tæsket af Jimmy og Henry, og som er ved at blive kastet ned til løverne i en Zoologisk Have.